# Patate di marzapane
Le patate di marzapane (in tedesco, Marzipankartoffeln) sono un dolce tedesco.
Si tratta di palline di forma irregolare preparate con marzapane e, talora, rum, giulebbe o liquore all'arancia. Le palline così formate vengono passate nel cacao in polvere oppure, in particolare nel periodo natalizio, in un composto di cacao e cannella in polvere, in modo tale da dar loro l'aspetto delle patate.